# Литвиненко Любов Прокопівна
Любов Прокопівна Литвиненко (1919, село Березова Рудка, тепер Пирятинського району Полтавської області — ?) — українська радянська діячка, зоотехнік Грабарівської зооветдільниці Пирятинського району Полтавської області. Депутат Верховної Ради УРСР 3-го скликання.

## Біографія
Народилася в родині селянина-бідняка. У 1939 році закінчила Березово-Рудський зоотехнікум Пирятинського району Полтавської області.
У 1939—1941 роках — зоотехнік у Градизькому районі Полтавської області.
На початку німецько-радянської війни евакуйовувала колгоспну худобу у Воронезьку та Саратовську області РРФСР, де працювала зоотехніком в Новоузенському районі Саратовської області. У 1943 році повернулася в Пирятинський район.
У 1943—1949 роках — зоотехнік Березово-Рудської зооветдільниці Пирятинського району Полтавської області.
З 1949 року — зоотехнік Грабарівської зооветдільниці Пирятинського району Полтавської області. Керувала трирічними курсами із підготовки майстрів тваринництва в колгоспі імені Щорса Пирятинського району.

## Нагороди
- медаль «За доблесну працю у Великій Вітчизняній війні 1941—1945 рр.»